# Ted (film)
Ted este un film de comedie american din 2012, regizat de Seth MacFarlane, avăndu-i ca protagoniști pe Mark Wahlberg, Mila Kunis și Giovanni Ribisi.